# Helgaud van Fleury
Helgaud was een monnik van de Benedictijnenabdij van Fleury. Hij leefde ten tijde van koning Robert II (972-1031) en was waarschijnlijk ook met hem vertrouwd. Andreas van Fleury roemt hem in zijn Vita de Gauzlini als voorzanger van het klooster en vermeldt hem voor het laatst in 1041 in verband met zijn schrijverscatalogus.

## Epitoma Vitae Regis Rotberti Pii

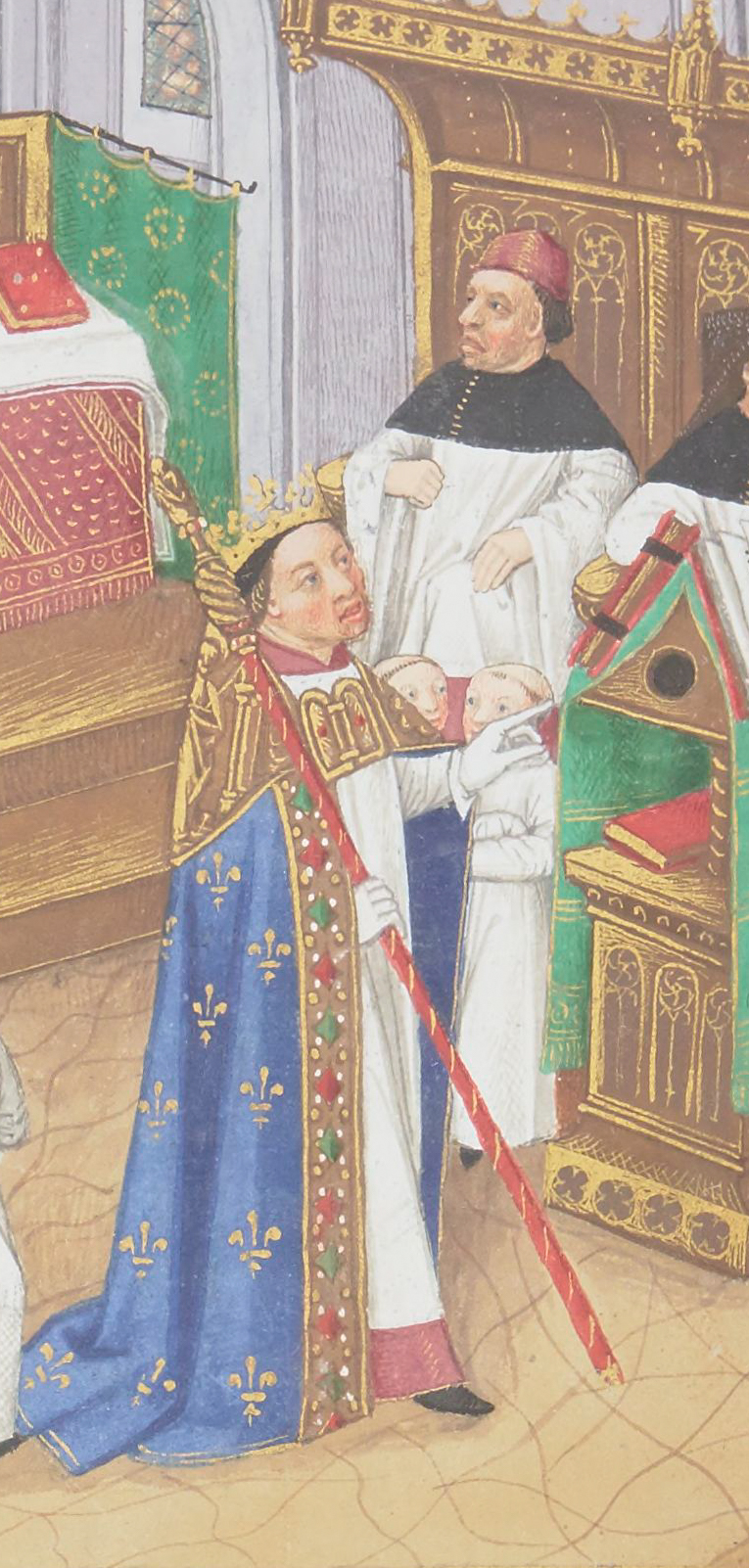
Robert de Vrome in een miniatuur van een maniscript van Jean Fouquet zijn Grandes Chroniques de France. (15e eeuw, Bibliothèque nationale de France).

Hij beschreef in zijn Epitoma Vitae Regis Rotberti Pii, koning Robert II, bijgenaamd Robert de Vrome, als een heilige. In tegenstelling tot de andere bronnen over Robert vermeldde hij alleen diens vrome kanten en benadrukte in het bijzonder zijn psalmodiëring.
bijvoorbeeld:
- Robert vergaf zijn vijanden
- hij voedde de armen en liet zich door dezen bestelen, zonder dat hij er iets tegen ondernam
- hij is erg mild, haast minzaam tegenover kleine criminelen
- grote bereidheid tot verzoening in het geval van samenzweerders

Naast zijn goede daden beschrijft Helgaud ook de wonderdaden van de koning:

Robert is met een aantal metgezellen op reis en komt aan een rivier die hij moet oversteken. De mensen gaan met hun paarden in een schuit en een paard veroorzaakt bijna een schipbreuk, wat Robert echter door een luid gebed kon afwenden (het paard kalmeert weer alsof door de hand Gods geleid) en de gezellen komen heelhuids aan.
— Vrij naar Epitoma Vitae Regis Rotberti Pii 29.

Deze bijzondere situatie van een paard dat bijna een schipbreuk veroorzaakt, maar door heilige kan worden afgewend, komt ook in andere hagiografieën voor.
Een tweede wonderdaad is de genezing van zieken. Zou zou hij in zijn Parijse palts een blinde door sprenkeling met water van zijn aandoening hebben genezen.
Helgaud geeft een over het algemeen zeer positief beeld van Robert II:

Geen belediging kon hem tot wraak aanzetten(;) hij hield van eenvoud en gedroeg zich lief, minzaam en tegenover allen op dezelfde toegankelijke manier (...). Hij was zacht, vriendelijk, hoffelijk en elegante van mentaliteit, en was weldadig handelen meer toegedaan dan vleiende woorden
— Vrij naar Epitoma Vitae Regis Rotberti Pii 1.

Toch sloegen al zijn inspanningen om Robert aan een heiligverklaring te helpen niet aan, want zijn werk ken in de middeleeuwen maar weinig weerklank.
Evenwel werd de formulering "Le Roi empereur de France" hier voor de eerste keer door Helgaud en later weer opgenomen.

## Edities
- L. Delisle (ed.), Recueil des historiens des Gaules et de la France, X, Parijs, 1874, pp. 98-117.
- Helgaud van Fleury, Vie de Robert le pieux. Epitoma vitae regis Rotberti pii, edd. R.-H. Bautier - G. Labory, Parijs, 1965.